# 南海街道 (茂名市)
南海街道，是中华人民共和国广东省茂名市电白区下辖的一个乡镇级行政单位。

## 行政区划
南海街道下辖以下地区：
霞里社区、炮台社区、晏镜社区、扬海社区、坡园社区、勤海社区、万寿口社区和绿海社区。